# Kobylanka (gromada w powiecie stargardzkim)
Kobylanka – dawna gromada, czyli najmniejsza jednostka podziału terytorialnego Polskiej Rzeczypospolitej Ludowej w latach 1954–1972.
Gromady, z gromadzkimi radami narodowymi (GRN) jako organami władzy najniższego stopnia na wsi, funkcjonowały od reformy reorganizującej administrację wiejską przeprowadzonej jesienią 1954 do momentu ich zniesienia z dniem 1 stycznia 1973, tym samym wypierając organizację gminną w latach 1954–1972.
Gromadę Kobylanka z siedzibą GRN w Kobylance utworzono – jako jedną z 8759 gromad na obszarze Polski – w powiecie gryfińskim w woj. szczecińskim na mocy uchwały nr V/44/54 WRN w Szczecinie z dnia 5 października 1954. W skład jednostki weszły obszary dotychczasowych gromad Bielkowo, Jęczydół, Kobylanka, Morzyczyn, Motaniec, Rekowo i Reptowo ze zniesionej gminy Kobylanka (czyli cała gmina Kobylanka) oraz obszar dotychczasowej gromady Żelewo (bez miejscowości Kołbacz) ze zniesionej gminy Stare Czarnowo w powiecie gryfińskim, a także obszar dotychczasowej gromady Niedźwiedź ze zniesionej gminy Sowno w powiecie nowogardzkim w tymże województwie. Dla gromady ustalono 23 członków gromadzkiej rady narodowej. Był to zatem rzadki przypadek nowo utworzonej gromady większej niż dotychczasowa gmina.
1 stycznia 1958 z gromady Kobylanka wyłączono miejscowości Nieznań i Żelowo, włączając je do gromady Stare Czarnowo w tymże powiecie, po czym gromadę Kobylanka włączono do powiatu stargardzkiego w tymże województwie.
1 stycznia 1969 do gromady Kobylanka włączono miejscowości Gajęcki Ług, Morawsko i Oleszna z gromady Sowno oraz miejscowości Zagość i Zieleniewo ze zniesionej gromady Grzędzice w tymże powiecie.
1 stycznia 1972 do gromady Kobylanka włączono miejscowość Kunowo z gromady Stargard-Kluczewo oraz  miejscowości Cisewo i Wielichówko ze zniesionej gromady Sowno w tymże powiecie.
Gromada przetrwała do końca 1972 roku, czyli do kolejnej reformy gminnej. 1 stycznia 1973 w – tym razem w powiecie stargardzkim – reaktywowano gminę Kobylanka.